# Минимални приход
Минимални приход или минимална зарада (колоквијално минималац) је минимална, загарантована зарада за одређени посао коју послодавац мора да исплати према закону или уговору. У већини земаља дефинише се одредбама закона о раду. Као индикатор сиромаштва, минимални приход показао се непоузданим, јер и сам није увек изнад прага сиромаштва и у њега не улази допунска зарада. У пракси социјалног рада користи се процена минимума потреба клијената како би им се обезбедила правична надокнада до минималног животног стандарда.
Минимална плата се може успоставити правно и неформално, на пример, потписивањем секторског споразума између синдиката и консолидованог послодавца (тарифни споразум). Иако се минимална плата примењује у многим земљама, не постоји једнозначно мишљење о користима и штети коју успоставља такав минимум. Нису све земље ратификовале конвенцију међународне организације рада Организације Уједињених нација бр. 131 „О минималној заради, 1970“. До краја 2015. године 52 земље су ратификовале Конвенцију бр. 131, укључујући 11 земаља након 2000. године. Преко 90% земаља чланица међународне организације рада успоставило је једну или више минималних зарада путем одговарајућих закона или обавезујућих колективних уговора. То не значи да у свим земљама минимална зарада покрива већину радника или је предмет редовне ревизије, али показује да је минимална плаћа важећа у већини земаља света. У многим од ових земаља предмет политичке дебате није толико сврсишодност минималне зараде, колико начина за постизање ефикасности одговарајућег механизма.

## Циљеви минималне плате
Минимална зарада утиче на рад најниже плаћених радника. По први пут, овај начин регулисања је предложен као средство за борбу против индустријских постројења, јер се сматрало да њихови власници, који имају тржишну моћ, постављају „непоштену” цену рада својих запослених. Корени овог начина решавања проблема леже у увјерењу да тржиште није у стању самостално утврдити „фер” цену за рад најмање способних радника. Шодно томе, једини начин да се тај проблем реши је административна промена структуре плата и редистрибуција прихода. У том смислу, минимална плата се сматра једним од начина борбе против сиромаштва.
Главни разлози за увођење минималне зараде су:
- Повећава животни стандард најсиромашнијих и најугроженијих људи и повећава просечан животни стандард.
- Смањује социјалне трошкове од стране државе због повећаних прихода најсиромашнијих сегмената становништва.
- Стимулише потрошњу кроз повећање понуде новца у рукама сиромашних, што позитивно утиче на економски раст
- Стимулише продуктивност рада, јер је послодавац заинтересован да добије већи производ за велики новац.
- Она мотивише и инспирише раднике да раде више (за разлику од социјалних програма и других сличних исплата)[5].
- Предузеће може мање трошити на обуку својих запослених због смањеног броја запослених[6].

## Спорови око минималне плате
Иако се циљеви којима се настоји утврдити минимална плата генерално сматрају исправнима, постоје неслагања у погледу превладавања позитивних ефеката над негативним последицама примене минималне плате. Од настанка правног оквира за минималну плату, ови закони изазивају политичку дебату.
Класичан поглед на недостатке минималне зараде као средства за борбу против сиромаштва предложио је Џорџ Стиглер 1946. године. Један број економиста сматра да је минимална плата мање ефикасна у борби против сиромаштва и да узрокује више штете за пословање од других метода.

Истраживања Америчког економског удружења из 2007. године показала су да 73% економиста верује да ће значајно повећање минималне зараде у Сједињеним Државама довести до пада запослености, а само 6% верује да је минимална плата ефикасан начин борбе против сиромаштва. Али касније, у току дебате у САД око повећања минималне плате коју је предложио Обама, седам добитника Нобелове награде за економију - Кенет Ароу, Питер Дајмонд, Ерик Маскин, Томас Шелинг, Роберт Солов, Мајкл Спенс и Џозеф Стиглиц - залагали су се за подизање минималне зараде. Потписали су писмо у којем се наводи:

Последњих година у научној литератури постигнут је значајан напредак у проучавању ефеката повећања минималне зараде на запошљавање, са значајним бројем чињеница које показују да повећање минималне зараде није имало или уопште није имало ефекта на запошљавање радника са минималним зарадама рада.

### Смањење запослености
Главна тема спорова око минималне зараде је однос између минималне зараде и незапослености. Противници коришћења минималне зараде, засновани на неокласичној теорији, инсистирају да повећање минималне зараде доводи до пада запослености.

### Неокласична теорија
Према неокласичној економској теорији, успостављање минималне зараде изнад тачке равнотеже доводи до повећања незапослености, што је због чињенице да више радника жели да ради за тај новац и мање послодаваца је спремно да их плати. У овом случају, минимална зарада се понаша слично као и цена. Као и цена, минимална плата ствара вишак понуде радне снаге, која се, за разлику од робе, не уништава и не откупљује од државе, и последично, формира незапосленост. Ова ситуација је последица чињенице да вештачки високе минималне стопе радне снаге повећавају трошкове предузећа, које, у циљу одржавања нивоа профитабилности или профитабилности пословања, у начелу морају запослити мање запослених. У најгорем случају, то може довести до искључивања одређених група са тржишта рада.. Смањење потражње за радном снагом, осим смањења броја радних места, може довести до смањења радног времена.. Према томе, може се тврдити да успостављање минималне зараде побољшава животе људи чије су стопе повећане, али штети интересима оних који су пали под реду. Међутим, заговорници минималне плате сматрају да је све много компликованије него у теорији. Један од тих фактора је могућност монопсоније на тржишту рада, и иако је ситуација у једном граду ретка у економији, недостатак информација, индивидуалне карактеристике и ниска лична мобилност могу створити тржишну моћ неког послодавца у одређивању висине надница.

### Критика неокласичне теорије
Бројни економисти, као што су Пјерангело Гарегнани, Robert L. Viennau, Ариго Орочер и Јан Стидман ослањајући се на рад Пјеро Срафа, одбацују једноставан модел понуде и потражње за тржиштем рада, тврдећи да је то логички нетчно. Гари Филдс, професор на Универзитету Корнел, сматра да овај модел понуде и потражње погрешно мери тржиште рада само у једном сектору. По његовом мишљењу, дво-секторски модел тржишта рада, који показује могућу мобилност између сектора самозапослених, који не подлежу минималној плати, и сектору покривеном минималном зарадом, пружа могућност за прецизнију анализу. На основу овог модела, он закључује да „будући да сектор који није покривен (минимална плата) постоји уз свуда, предвиђање модела из уџбеника не може бити поуздано.” Као што је већ поменуто, још један случај нетачности изјаве неокласичне теорије је монопсон послодавца, како у случају тајног договора између послодаваца тако и у случају објективних предуслова, као што је ниска мобилност становништва. У случају монопсоније, граф потражње постаје стрмији, што значи да се равнотежна цена помиче у десно, што доводи до смањења стопа у односу на конкурентно тржиште. У овом случају, добро успостављена минимална зарада може повећати стопе без смањења запослености и, евентуално, повећати је. Међутим, у случају монопсоније, не постоје објективни подаци за утврђивање минималне зараде на нивоу равнотежне цијене, а ефекат минималне зараде на запошљавање у потпуности зависи од визије политичке одлуке. Генерално, у овом случају, примереније је применити антимонополске законе, а не минималну плаћу.
Други случај у којем успостављање минималне зараде не утиче на запосленост је ниска ценовна еластичност потражње за производима појединих индустрија. У овом случају, успостављање минималне зараде једноставно доводи до повећања цене производа који се производи, а који купац још мора купити. Међутим, у глобалној економији, са разликама у регулацији минималне зараде у различитим земљама, могућа је супституција увоза производа, што ће довести до затварања предузећа ове индустрије у земљи, а самим тим и до повећања незапослености. Пример је индустрија угља у Француској, где је дугорочни раст социјалних накнада за рударе, укључујући плате, и низ других проблема довео ову индустрију до недостатка конкурентности и затварања последњег рудника угља Ла-Оув 2004. године. Алан Блајндер је навео три разлога зашто успостављање минималне зараде не утиче на запошљавање: високе стопе смањују флуктуацију особља и, последично, трошкове обуке запослених; повећање минималне зараде може изложити потенцијални проблем запошљавања радника по стопи већој од тренутних запослених; Трошкови запослених који примају минималну плату могу бити тако мали део укупних трошкова да их се може занемарити. Блајндер признаје да није сигуран у исправност својих изјава, али сматра да „листа показује да неко може поделити нове емпиријске податке и да и даље остаје пуноправни економиста”.

## Србија
У Републици Србији према Закону о раду, минималну зараду одређује Социјално-економски савет. Законом је утврђено да се минимална зарада одређује по радном часу за период од најмање шест месеци.